# Jevgenija Isakova
Jevgenija Leonidovna Isakova (rusko Евгения Леонидовна Исакова), ruska atletinja, * 27. november 1978, Leningrad, Sovjetska zveza.
Ni nastopila na poletnih olimpijskih igrah. Na evropskih prvenstvih je v teku na 400 m z ovirami osvojila naslov prvakinje leta 2006. 